# No Regrets (album Dope)
No Regrets – piąty album studyjny industrial metalowej grupy Dope wydany 10 marca 2009 roku przez wytwórnię Koch Records. Album zadebiutował na 88 pozycji sprzedając się w ilości 6'200 kopii w ciągu pierwszego tygodnia. Stał się tym samym najlepiej sprzedającym się albumem w historii zespołu.

## Lista utworów
1. „Flat Line” - 0:38
2. „6-6-Sick” - 2:48
3. „Addiction” (gościnnie Zakk Wylde) - 2:43
4. „No Regrets” - 3:30
5. „My Funeral” - 3:25
6. „We Are” - 3:25
7. „Dirty World” - 3:00
8. „Interlude” - 0:09
9. „Violence” - 2:51
10. „Best For Me” - 3:21
11. „Bloodless” - 0:10
12. „Scorn” - 3:04
13. „Rebel Yell” (cover Billy Idol) - 4:04
14. „I Don't Give A...” - 2:41
15. „Die Boom Bang Burn Fuck” - 8:26
16. „Nothing For Me Here” - 3:02